# Grímsfjall (bergstopp)
Grímsfjall är en bergstopp i republiken Island. Den ligger i regionen Norðurland eystra, 250 km nordost om huvudstaden Reykjavík. Toppen på Grímsfjall är 635 meter över havet.
Trakten runt Grímsfjall är nära nog obefolkad, med mindre än två invånare per kvadratkilometer. Det finns inga samhällen i närheten. Trakten runt Grímsfjall består i huvudsak av gräsmarker.